# Valle di San Fernando

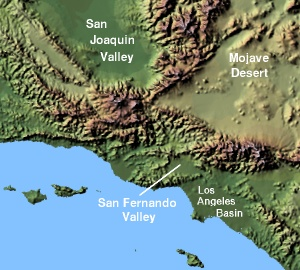
Posizione della Valle di San Fernando

La valle di San Fernando (San Fernando Valley in inglese) è una valle urbanizzata nella contea di Los Angeles, in California, nella zona metropolitana di Los Angeles, definita dalle montagne delle Transverse Ranges che la circondano. Essa ospita 1,77 milioni di persone, ed è a nord del più grande e popoloso bacino di Los Angeles.
Quasi due terzi della superficie terrestre della valle fanno parte della città di Los Angeles. Le altre città incorporate nella valle sono Glendale, Burbank, Hidden Hills e Calabasas.

## Demografia
I più grandi agglomerati urbani nella valle sono Glendale, North Hollywood, Van Nuys e Burbank. Tutti hanno più di 100 000 abitanti. Per quanto riguarda la popolazione locale, le comunità ispanica e europoide sono numericamente equivalenti. In generale la popolazione di origine ispanica è concentrata nelle parti nord-orientali, centrali e nord-occidentali dell'area, mentre la comunità europoide risiede soprattutto nella regione montagnosa della valle. A Glendale è presente una numerosa ed influente comunità armena. San Fernando, Tarzana, Calabasas, e Hidden Hills sono abbastanza omogenee per quanto riguarda la composizione etnica della popolazione. Gli Asiatici Americani rappresentano il 10.7% della popolazione e sono sparsi in tutta la valle di San Fernando, ma alcuni raggruppamenti si trovano a Chatsworth, Panorama City, Glendale e Granada Hills.
Nel 2002, la popolazione di Los Angeles ha bloccato una mozione di secessione della regione della valle di San Fernando facente parte della municipalità di Los Angeles. Se la mozione fosse passata, sarebbe stata creata una nuova municipalità con circa 1,35 milioni di abitanti.
Nella valle di San Fernando il tasso di povertà è inferiore al resto della contea (15,3% rispetto al 17,9%), ma in 8 municipalità un residente su cinque vive in condizioni di povertà.

## Economia
Nella valle hanno sede numerose compagnie: le più conosciute sono nel campo della produzione cinematografica e televisiva.
Tra di esse vi sono la CBS, l'NBC-Universal, la Walt Disney Company con il suo network televisivo ABC e infine la Warner Bros. La valle nel passato è stata anche famosa per la presenza di compagnie quali Lockheed Corporation, Rocketdyne e Marquardt, specializzate in tecnologia aerospaziale ed impiegate anche nella produzione di armamenti.
La valle è anche famosa per essere stata, negli anni settanta, una delle prime aree in cui si producevano film per adulti. Da allora questa attività si è ulteriormente estesa e ha fatto sì che la valle di San Fernando venisse ridefinita "San Pornando Valley", o "Capitale pornografica mondiale".

## Municipalità e distretti
Nella valle di San Fernando si trovano:
Città:
- Burbank
- Calabasas
- Hidden Hills
- San Fernando
- Glendale

Aree non incorporate (Unincorporated communities):
- Bell Canyon
- Universal City
- Calabasas Highlands
- West Chatsworth
- Kagel Canyon

Comunità della città di Los Angeles
- Arleta
- Canoga Park
- Chatsworth
- Encino
- Granada Hills
- Lake View Terrace
- Mission Hills
- North Hills (già Sepulveda)
- North Hollywood
- Northridge
- Pacoima
- Panorama City
- Reseda
- Sherman Oaks
- Studio City
- Sun Valley
- Sunland
- Sylmar
- Tarzana
- Toluca Lake
- Tujunga
- Valley Village
- Van Nuys
- West Hills
- Winnetka
- Woodland Hills

## Clima
Il clima della valle di San Fernando è secco e soleggiato.
Anche se il limite sud-occidentale della valle è a meno di 10 miglia dall'Oceano Pacifico, la valle di San Fernando può essere molto più calda dell'area di Los Angeles durante i mesi estivi, e fresca e ventilata durante i mesi invernali.
La comunità di Canoga Park ha registrato non solo il record per la temperatura più alta raggiunta nella città di Los Angeles (47 °C) nel 1985, ma vi è stata registrata anche la temperatura più bassa (−8 °C) nel 1989; si tratta comunque di record.